# 敖德萨战斗猫
敖德薩戰鬥貓（乌克兰语：Odesa Fighting Cats，简称OFC）是一个位于乌克兰敖德萨民间援助组织，由德国籍华人苏东（英文名Tobias Su，曾用名苏祖东，网名“战斗猫东哥”）于2022年成立。该组织主要通过人道主义援助、教育支持和社会援助，帮助乌克兰平民、军人及其家属。

## 组织背景
2022年俄乌战争爆发后，苏东自发多次自驾从德国前往乌克兰，最初在波兰和乌克兰边境帮助难民。在多次往返的过程中，他发现有大量平民、军人和流离失所的动物需要援助，于是在敖德萨成立“敖德萨战斗猫”组织，使全球华人志愿行动系统化，现如今，随着义工队伍的不断壮大，战斗猫已经扩展到利沃夫、基辅等城市。 。

## 主要活动
敖德萨战斗猫的主要活动包括：
- 人道主义援助：为老人院和战争难民提供食物、药品和生活物资。
- 教育支持：为乌克兰年轻人提供免费英语课程。
- 物资筹集：募集衣物、发电机、移动电源等，送往前线士兵和平民。
- 动物救助：筹集资金，帮助因战争流离失所的动物。
- 军人家庭支持：为失去孩子的军人家庭提供帮助。
- 教会援助：敖德萨战斗猫在创始人苏东[注 2]的推动下，积极与德国等国的教会团体展开合作。例如，法兰克福华人基督教会等组织多次向敖德萨战斗猫提供物资支持和精神关怀。

此外，还设立了公益商业项目“猫咪奶茶”（Kitten Milk Tea），在乌克兰开奶茶店，雇佣18至25岁青年，为他们提供就业和社会经验，该公益奶茶店目前已在乌克兰多个主要城市设立分店，包括敖德萨、利沃夫、基辅、乌日霍罗德等地，为当地华人志愿事业作出了积极贡献。与此同时，组织还定期为战斗猫成员及受战争影响的青少年开设免费中文和英语课程，帮助他们获得继续学习的机会。此外，奶茶店会定期将部分收益捐赠给当地战区的救助社区及乌克兰伤残士兵疗养院，以支持人道主义救助工作。

## 社会影响
该组织的志愿行动受到包括法国国际广播电台（RFI）、世界新闻网、欧洲之声（Sino Euro Voices）和自由亚洲电台等国际媒体关注。

## 相关事件
- 2024年11月，中国籍战士彭陈亮[注 3]在乌克兰哈尔科夫附近执行任务时牺牲。据报道，他生前曾与敖德萨战斗猫成员多有接触，并且是成员之一，并在乌克兰国际军团服役。根据彭陈亮生前的个人意愿以及家属的委托，其身后相关事务由战斗猫组织负责具体处理。[1][4]。
- 在教会援助方面，敖德萨战斗猫凭借创始人苏东[注 4]的广泛联络，持续深化与德国及其他国家教会的合作。例如，法兰克福华人基督教会[注 5]等团体多次主动捐赠物资，为志愿团队送去实质性支持与关怀。战斗猫获得了来自各地华人教会的持续的人道援助，为乌克兰前线增添了更多温暖和希望。[1][4][6]。